# 이와사키 다키조
이와사키 다키조(岩崎 瀧三, 1895년 9월 12일 ~ 1965년)는 일본의 기업인이다. 기후현 구조 군 하치만 조에서 태어났다. 1932년 오사카시 기타구에서 식품 모형 이와사키 제작소를 설립하여, 당시 유행하기 시작한 음식 모형의 사업화에 처음으로 성공하였다. 가장 처음 만든 모형은 오믈렛으로, 아내가 만든 요리가 모델이 되었다. 1955년 고향에 도움이 되고자 하치만 조에 기후 공장을 건설하였고, 1963년에 이와사키 모형 제조 주식회사로 사명을 변경하였다. 2013년 이와사키 그룹의 일본 내 점유율은 약 70%에 이르고,  음식 모형 만들기 체험도 연간 1만 명 이상이 이용하는 인기 서비스로 성장하였다. 하치만 조의 생가는 식품 샘플의 창시자 샘플왕 이와사키 타키조의 생가라는 간판이 걸린 관광지로 운영되고 있다.

## 관련 서적
- 蝋の花―模型王・岩崎瀧三伝（1982年、いわさき）高田英太郎
- 眼で食べる日本人―食品サンプルはこうして生まれた(2002년, 旭屋出版) 野瀬泰申